# Paul Martin (ishockeyspelare)
Paul Joseph Martin, född 5 mars 1981 i Elk River, är en amerikansk före detta professionell ishockeyspelare.
Han spelade under sin karriär på NHL-nivå för San Jose Sharks, Pittsburgh Penguins och New Jersey Devils.
Martin draftades i andra rundan i 2000 års draft av New Jersey Devils som 62:a spelare totalt.
Han köptes ut av sitt kontrakt efter säsongen 2017-18 och meddelade officiellt sin pension den 14 november 2018.